# Dubmood
Kalle Jonsson, né à Göteborg dans le quartier de Majorna en 28 Novembre 1985, alias Dubmood, est un producteur suédois et compositeur de musiques électroniques, pop et rock, plus connu pour ses travaux dans le style de la chiptune (ou 8-bit), et au sein du mouvement de pirates informatiques appelé la scène Warez. Il est un membre de longue date de Razor 1911, considéré par le département de la Justice américaine comme le plus vieux groupe de pirates informatiques sur Internet. Dubmood a également une longue liste de productions musicales comme artiste solo, au sein de groupes ou encore comme producteur et remixer en studio.
Dubmood a atteint la notoriété sur la scène 8-bit à la fin des années 1990 grâce à des participations de démos et de crack intros à la fois sur les scènes démos de PC, Atari et Amiga. Il a commencé à tourner en Scandinavie lorsque la première vague de chipmusic explosa en Europe, dans les années 2000. Considéré comme un pionnier dans son genre, Dubmood est une référence dans la communauté chipmusic pour ses initiatives et essais à différents styles de musique. Il a par ailleurs apporté beaucoup de popularité à ce genre émergent de l’art électronique.
Depuis 2006, il vit désormais à Marseille en France, où il a fondé le label Data Airlines et a poursuivi une carrière artistique, produisant et tournant notamment avec Oai Star, formation à la notoriété bien installée dans le pays.

## Biographie

### Jeunesse et formation à la scène démo
Dubmood a grandi avec des ordinateurs, affirmant en interview que son intérêt pour le matériel informatique rétro lui est venu à la fois de son père, en possession alors de plusieurs Ataris et Commodores installés dans la maison, et des activités de son frère aîné dans la scène démo et « crackart » en tant qu’artiste ASCII. De son côté, Dubmood préfère regarder des crack intros plutôt que de jouer aux jeux vidéo et enregistrait la musique des scores de chaque jeu, afin de pouvoir les réécouter où il le voulait. Bien qu’il n’ait pas eu une éducation musicale traditionnelle, Dubmood essaya de composer en utilisant GFA BASiC sur un Atari 1040 STfm, jusqu’à ce que son frère aîné lui procure Fasttracker II pour MS-DOS, récupéré dans une démo party locale appelée ICING96. Plus tard, Dubmood est passé sur Protracker ST pour quelques années avant de retourner à une plate-forme PC. À la fin des années 1990, il rejoint le groupe de démo norvégien Fadeout et est formé par la très créative mais extrêmement compétitive atmosphère de la scène démo scandinave. Avec Fadeout, Dubmood a contribué à plusieurs démos, intros, chip disks et a coorganisé des démos party. Cependant, quand le groupe s’est séparé, il s’est associé à d’autres compositeurs suédois de la scène chiptune de la même génération que lui : il crée alors un nouveau groupe, exclusivement suédois, de démo, appelé Fyllecell. Parmi les autres membres se trouvaient Zabutom, avec qui Dubmood créa par la suite plusieurs de ses travaux les plus populaires jusqu’à aujourd’hui. Pendant ce temps, Dubmood sortait de la musique sous différents pseudonymes pour d’autres groupes comme DiVINE, DEViANCE, TRSi et MYTH.

### Razor 1911
Plus tard, dans les années 2000, Dubmood fut recruté dans la division demo de Razor 1911, qui a récemment connu de gros changements internes à cause d’un nombre important de membres de l’équipe passé à Fairlight. Dans Razor 1911, il s’est associé à des anciens tels que Sector9, le codeur allemand Hetero ou encore la légende de chipmusic, WoTW. Rejoint ensuite par une équipe française de codeurs et d’artistes, Dubmood devient un grand nom dans la communauté chipmusic en participant à de nombreuses productions de Razor 1911 entre 2001 et 2003. Un album Best Of est par ailleurs disponible contenant la musique de cette époque. À cause d’un manque d’activité dans cette division, le groupe a cependant vu ses productions baisser au milieu des années 2000, suivi de plusieurs coups durs dans la scène Warez. Mais en 2006, Razor 1911 fait son retour et a sorti de nouveaux gros titres. En 2010, la légende de la scène chipmusic française, Rez, s’est allié à Dubmood et leur prolifique duo a donné lieu à des intros 64kb leur permettant de remporter le Demo Scene Awards du public, en 2011.

### D-bug/Automation
En 2007, Dubmood boucle la boucle en rejoignant l’équipe Atari ST qui a réalisé les intros dans les années 1980, fondant à l’époque l’intérêt de Dubmood pour la chipmusic et la scène démo. Dubmood participe alors à de nouvelles productions sur la plate-forme Atari ST. Au même moment, Dubmood sort deux mixtapes bien accueillies par le public : The Mighty Pirate Sessions, comprenant la plupart de ses musiques célèbres sur Atari, et des sons chip Amiga recomposés sur une plate-forme Atari.

### Évolution en tant que producteur de musique
Dubmood a commencé son évolution dans la production de musique en dehors des frontières de la scène démo en produisant des rappeurs locaux –le résultat est appelé Chiphop, et sort sur le label Fyllecell. Ces travaux ont reçu beaucoup d’attention, se retrouvant même récupéré en contrebande (bootlegs) par un collectif suédois ragga et hip hop, appelé Svenska Akademien (« l’Académie Suédoise », en français). Dubmood participera plus tard sur l’un des singles officiels de ce groupe. À ce moment, Dubmood parcourait la Scandinavie en tournée, mais aussi la France et la Suisse, accompagné du rappeur Boltes. Sur scène, Dubmood mixait alors sa propre chipmusic avec deux Atari ST tandis que Boltes rappait et interagissait avec le public.

### Dance Music & Data Airlines
En 2006, grâce à la rencontre de Sidabitball et Confipop dans le sud de la France, Dubmood a commencé à produire de la musique sur des Game Boy, en utilisant LSDj. Fortement influencé par la vague de l’electro house, Dubmood change alors de ses styles précédents et sort l’album « C’était mieux en RDA ». Cet opus est un long mix de 16 pistes toutes composées et mixées ensemble avec deux Game Boy Color, et est très influencé par Cirez D, The Knife ou encore Ed Bangers. L’album est alors considéré comment un tournant dans la communauté chipmusic, qui n’avait alors connu plus ou moins que des imitations de musiques de crack intro des années 1990. Cela a valu à Dubmood d’être programmé à l’un des plus vieux et célèbres festivals français : Le Printemps de Bourges, où il joue comme « Découverte ». Dubmood aide alors la scène démo à sortir de l’ombre et à gagner de l’audience dans le « grand public » européen. C’est à cette période que Dubmood déménage en France et fonde Data Airlines, un label consacré à la chipmusic. Ce label a par ailleurs organisé, avec les plus grands noms de la scène internationale chipmusic, un festival dans ce style à Marseille, dans le cadre de Main demoparty en 2007. Dubmood a également performé avec l’artiste reggae Gari Grèu  du Massilia Sound System, et un bootleg d’un de leurs concerts circule sur Internet. Durant l’été 2008, Oai Star demande à Dubmood de produire deux chansons pour leur prochain album, après la mort tragique de l’un des chanteurs et fondateurs du groupe : Lux B. La collaboration avec Oai Star a été un succès, et Dubmood produisit finalement tous les morceaux de l'album, puis partit en tournée pendant deux ans avec lui. Le mélange de rock’n’roll, ragga muffin du sud et l’électro éclectique de Dubmood les a porté jusqu'à la télévision nationale, et plusieurs de leurs titres sont passés sur les grandes radios françaises.

### La Trilogie Badlands
En 2011, Dubmood sort un nouvel EP, composé de quatre titres et appelé Badlands. Annoncé comme le premier opus d'une trilogie du même nom, il y change de nouveau de style en ajoutant à sa musique de véritables voix et guitares. Il a alors exprimé la volonté d’atteindre les limites de la chipmusic. Badlands est très fortement inspiré de groupes tels que Gorillaz, The Knife ou encore LCD Soundsystem. Depuis lors, Dubmood est en tournée avec une formation live, jouant ses vieux mix autant que sa nouvelle chipmusic avec un autre artiste de Game Boy à la batterie, Maskinoperatör, et Gem Tos à la guitare et au chant.
Le deuxième opus de la trilogie sort le 13 février 2012 et est appelé Overlander. Les voix et guitares prennent plus d'importance, même si le style reste inscrit dans la même trame que le premier EP de Badlands. On y retrouve l'intervention de Gem Tos, une fois de plus.